# Mary Lou McDonald

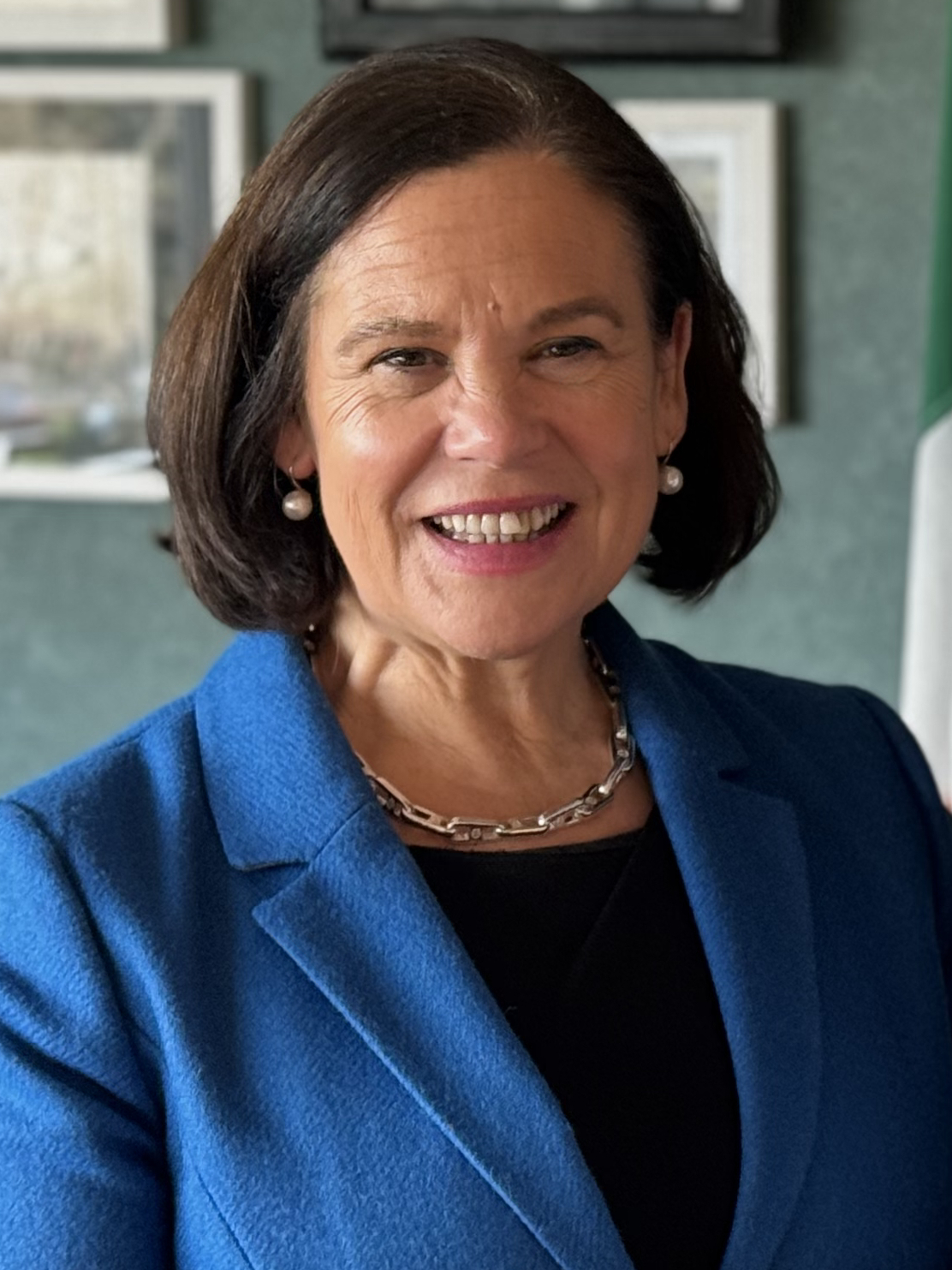
McDonald (2024)

Mary Lou McDonald (irisch Máire Labhaoise Ní Dhomhnaill; * 1. Mai 1969 in Dublin) ist eine irische Politikerin. Sie war von 2004 bis 2009 Mitglied des Europäischen Parlaments. Seit 2011 ist sie Abgeordnete im Dáil Éireann, dem Unterhaus des irischen Parlaments, und seit Februar 2018 Präsidentin der Partei Sinn Féin.

## Leben
McDonald stammt aus einer Mittelschicht-Familie und wuchs in Rathgar, einem Stadtteil von Dublin, auf. Sie studierte Englischsprachige Literatur, Europäische Integration und Personalwesen und erhielt am Trinity College in Dublin 1992 ihren Bachelor. 1993 erwarb sie an der Universität Limerick den Master. Im Anschluss war sie von 1994 bis 1995 als wissenschaftliche Mitarbeiterin am Institut für Europafragen in Dublin, zwischen 1995 und 1998 an der Dublin City University, von 1998 bis 2000 als Beraterin am Irish Productivity Centre und dann bis 2002 als Ausbilderin an der Stiftung für Bildung und Fortbildung tätig. 2002 wurde McDonald bei Sinn Féin Koordinatorin für politische Strategie.
McDonald ist verheiratet und hat zwei Kinder.

## Politik
McDonald interessierte sich bereits als Teenager für Politik. Ende der 1990er Jahre wurde sie Mitglied von Fianna Fáil, trat aber nach einiger Zeit zu Sinn Féin über, da sie sich dort, ihrer Auffassung nach, mit ihren Vorstellungen zur Vereinigung Irlands besser aufgehoben fühlte. Bei der Unterhauswahl 2002 kandidierte McDonald für Sinn Féin im Wahlkreis Dublin West erstmals für einen Sitz im irischen Parlament, blieb damit aber erfolglos.
2004 wurde McDonald im Wahlkreis Dublin für Sinn Féin in das Europäische Parlament gewählt und gab ihren Posten als Koordinatorin auf. Dort war sie Mitglied des Vorstands der Fraktion der Vereinten Europäischen Linken/Nordische Grüne Linke. Bei den nächsten Europawahlen 2009 wurde sie nicht wiedergewählt und schied damit aus dem Europäischen Parlament aus. Seit 2001 ist sie Mitglied des Vorstands (irisch: Ard-Chomhairle) von Sinn Féin. 2009 löste sie Pat Doherty als Vizepräsidenten der Partei ab. Seit dem 10. Februar 2018 ist sie als Nachfolgerin von Gerry Adams Präsidentin der Partei, zur neuen Stellvertreterin wurde die nordirische Fraktionsvorsitzende Michelle O’Neill gewählt.
Bei den Wahlen zum 31. Dáil Éireann im Februar 2011 wurde sie im Wahlkreis Dublin Central erstmals in das irische Unterhaus gewählt. Das Mandat konnte sie im Februar 2016, im Februar 2020 und im November 2024 erfolgreich verteidigen. Sie ist seit Juni 2020 Ceannaire an Fhreasúra (Oppositionsführerin) im Dáil Éireann.

## Posten als MdEP
- Mitglied im Ausschuss für Beschäftigung und soziale Angelegenheiten
- Mitglied in der Delegation für die Beziehungen zu der Schweiz, Island und Norwegen sowie zum Gemischten Parlamentarischen Ausschuss Europäischer Wirtschaftsraum (EWR)
- Stellvertreterin im Ausschuss für bürgerliche Freiheiten, Justiz und Inneres
- Stellvertreterin in der Delegation in den Parlamentarischen Kooperationsausschüssen EU-Armenien, EU-Aserbaidschan und EU-Georgien